# Olga (filme)
Olga é um filme brasileiro realizado em 2004 pelo diretor Jayme Monjardim, inspirado na biografia escrita por Fernando Morais sobre a alemã, judia e comunista Olga Benário Prestes. No filme, estrelam Camila Morgado como a protagonista, Caco Ciocler também, como Luís Carlos Prestes e Fernanda Montenegro como Dona Leocádia Prestes, mãe de Luís Carlos Prestes.
Olga foi um grande sucesso de bilheteria; 385 mil pessoas o assistiram apenas no fim de semana de estreia no Brasil. A obra também recebeu três prêmios no Grande Prêmio Brasileiro de Cinema de 2005, mas teve recepção negativa da imprensa alemã.

## Sinopse
Olga Benário é uma militante comunista desde jovem, que é perseguida pela polícia e foge para Moscou. Em Moscou, Olga faz treinamento militar. Lá ela é encarregada de acompanhar Luís Carlos Prestes ao Brasil para liderar a Intentona Comunista de 1935, se apaixonando por ele na viagem. Com o fracasso da revolução, Olga é presa com Prestes. Grávida de 7 meses, é deportada pelo governo Vargas para a Alemanha nazista e tem sua filha Anita Leocádia na prisão feminina do Campo de Concentração de Barnimstraße. Afastada da filha, Olga é então enviada para o Campo de Concentração de Ravensbrück, onde é morta na Câmara de Gás.

## Elenco
| Intérprete            | Personagem                             |
| --------------------- | -------------------------------------- |
| Camila Morgado        | Olga Benário Prestes                   |
| Caco Ciocler          | Luís Carlos Prestes                    |
| Fernanda Montenegro   | Dona Leocádia Prestes                  |
| Osmar Prado           | Getúlio Vargas                         |
| Floriano Peixoto      | Filinto Muller                         |
| José Pedro Rezendo    | Chefe nazista                          |
| Renata Jesion         | Elise Ewert Sabo                       |
| Luís Melo             | Léo Benário                            |
| Anderson Müller       | Paul Gruber                            |
| Murilo Rosa           | Estevan                                |
| Werner Schünemann     | Arthur Ewert                           |
| Guilherme Weber       | Otto Braun                             |
| Mariana Lima          | Lígia Prestes                          |
| Eliane Giardini       | Eugénie Benário                        |
| Jandira Martini       | Sarah                                  |
| Milena Toscano        | Hannah                                 |
| Klaus Couto           | Adolf Hitler                           |
| Odilon Wagner         | Capitão do navio                       |
| Eliana Guttman        | Enfermeira-chefe                       |
| Ranieri Gonzalez      | Miranda                                |
| Raul Serrador         | Rodolfo Ghioldi                        |
| Bruno Dayrrel         | Victor Barron                          |
| Gilles Gwizdek        | Leon Julles Valee                      |
| Hélio Ribeiro         | Padre Leopoldo                         |
| Edgard Amorim         | Agildo Barata                          |
| Zé Carlos Machado     | Ministro da Guerra, General João Gomes |
| José Dumont           | Manuel                                 |
| Pascoal da Conceição  | Dmitri Manuilski                       |
| Sabrina Greve         | Elvira Colônio                         |
| Maria Clara Fernandes | Carmem                                 |
| Leona Cavalli         | Maria                                  |
| Eduardo Semerjian     | Galvão                                 |
| Thelmo Fernandes      | Bangu                                  |
| Tadeu di Pietro       | Juiz                                   |
| Caroline Bittencourt  | Secretária alemã                       |
| Ricardo Rathsam       | Alemão (jovem)                         |
| Isabela Coimbra       | Olga Benário (criança)                 |

## Produção
O filme Olga levou oito anos para chegar aos cinemas. Em 1997, a produtora e roterista do filme, Rita Buzzar, iniciou a negociação da cessão dos direitos da biografia homônima escrita por Fernando Morais, negociação essa concluída em 1997 com a produtora Nexus, de Rita. Antes disso, os direitos do livro estavam com Sílvio Tendler, documentarista que já tinha levado ao cinema as histórias de Jango e de JK. Em 1998, foi anunciado que a co-produção seria da brasileira Globo Filmes; embora o projeto inicial da Nexus previsse uma co-produção alemã, com parte das filmagens na Europa. Rita diz, "os produtores de lá queriam diretor e elenco alemães, e eu não concordei".
Na época também foi anunciado que o mesmo seria dirigido por Luiz Fernando Carvalho e teria a atriz Patrícia Pillar como a protagonista, com o início das filmagens em setembro do mesmo ano, o que levou cinco anos.
Olga foi o primeiro filme de Jayme Monjardim, especialista em telenovelas. Rita Buzzar, já havia trabalhado anteriormente com Monjardim na telenovela A História de Ana Raio e Zé Trovão, de 1990. Decididos a fazer uma reconstituição correta do contexto histórico, Monjardim e a equipe de produção foram à Alemanha, onde conheceram os lugares freqüentados por Olga e os campos de concentração onde ela esteve prisioneira. Os cenários foram reconstituídos em estúdio no Brasil. As cenas que se passavam no Rio de Janeiro foram realizadas em locações. A fotografia é de Ricardo Della Rosa, também estreante em longa-metragens. A trilha sonora esteve a cargo de Marcus Viana, compositor com quem o diretor também já havia trabalhado em diversas ocasiões na televisão.
Em 20 de outubro de 2003 a produção de Olga recriou a Alemanha com neve artificial em Bangu, o bairro mais quente da cidade do Rio de Janeiro. A antiga fábrica de tecidos de Bangu virou o campo de concentração de Ravensbrück, para onde Olga Benário foi levada.

## Recepção

### Crítica
Olga não teve boas resenhas de alguns críticos especializados, que consideraram, à época do lançamento, o filme excessivamente "televisivo". Contando uma história de amor típica das telenovelas, o filme usa muitos recursos desta linguagem, tais como close-ups extremos, plano e contra plano nos diálogos e música incidental em quase todas as cenas. A maior parte dos comentários de especialistas foram bastante negativos, e quase unânimes em sua rejeição ao trabalho de Monjardim.
Nestas resenhas, destaca-se como objeção mais freqüente a superficialidade do roteiro, que teria se fixado no aspecto romântico da história de Olga e Prestes sem retratar com muita precisão o período histórico, nem as motivações das personagens. Alguns críticos julgaram também os diálogos pobres e excessivamente didáticos, e tampouco as interpretações mereceram elogios, sendo usualmente consideradas artificiais e excessivamente teatrais. Embora com recepção negativa da crítica, o filme ficou entre os dez mais assistidos nos cinemas brasileiros em 2004, com venda de 2.921.501 ingressos no país.
Ao ver o filme, Anita Leocádia Prestes, filha de Olga, comentou que não gostou do final, lamentando que o filme terminasse com a sua mãe na câmara de gás. Ela declarou: "era preciso mostrar que há esperança e que houve vitória".

### Bilheteria
Olga tornou-se o filme nacional mais visto na época em seu primeiro fim de semana de exibição: exatamente 385.968 ingressos para o filme foram comercializados nos cinemas. Com isso, o filme superou Cazuza - O Tempo não Pára, de Sandra Werneck e Walter Carvalho, que vendeu 294.194 bilhetes em seus três primeiros dias de exibição. No final de seu período em cartaz, o filme conseguiu atrair 2.921.501 pessoas para os cinemas brasileiros, arrecadando R$ 21 milhões de reais.

## Prêmios e Indicações

### Prêmios
Prêmio ABC de Cinematografia
- Melhor Direção de Arte: Tiza de Oliveira - 2005
- Melhor Fotografia: Ricardo Della Rosa  - 2005

 Grande Prêmio Cinema Brasil
- Melhor Direção de Arte: Tiza de Oliveira  - 2005
- Melhor Figurino: Paulo Loes - 2005
- Melhor Maquiagem: Marlene Moura  - 2005

 Festival de Havana
- Prêmio do Público: 2005

 Prêmio Qualidade Brasil
- Melhor Atriz: Camila Morgado  - 2004
- Melhor Diretor: Jayme Monjardim  - 2004
- Melhor Ator Coadjuvante: Osmar Prado  - 2004

### Indicações
Grande Prêmio Cinema Brasil
- Melhor Ator: Caco Ciocler  - 2005
- Melhor Atriz: Camila Morgado  - 2005
- Melhor Fotografía: Ricardo Della Rosa  - 2005
- Melhor Roteiro Adaptado: Rita Buzzar  - 2005
- Melhor Som: Jorge Saldanha, Alessandro Laroca, Armando Torres Jr. - 2005
- Melhor Atriz Coadjuvante: Eliane Giardini - 2005